# 红格尔图战役
红格尔图战役，是綏遠抗戰的组成部分之一，也是绥远抗战中第一场爆发的战役。战役从王英率领大汉义军围攻由晋绥军把守的红格尔图开始，到大汉义军被晋绥军击退结束，前后历时8天。

## 战役背景
在察东事件以及德王的内蒙古自治运动等的影响下，绥远地区的形式开始变得非常紧张。

## 双方准备

### 大汉义军
大汉义军于11月13日接到了日军指挥部下达的作战命令，其作战企图是：“以占领包头之目的，拟分两路进攻。”一路是张复棠部，于十五日前从南壕堑出发，向兴和方面进犯。另一路为主力，由步兵第二旅，骑兵第一、二旅及骑兵支队初直属队组成，于十四日从商部出发，企图经红格尔图、上城子、乌兰花、固阳，向包头方面进占。14日夜,大汉义军主力从商都出发，向红格尔图方向推进。

### 晋绥军
绥军方面，在红格尔图的守军只有骑1师所属骑2团1、4两个骑兵连和一个重机枪排；218旅所属步兵436团3营一个骑兵连和张存德率领的当地民众守备队百余人，由骑2团张著副团长指挥防守。

## 战役经过
11月14日晚上12时，王英的先头部队进至距红格尔图四里之阳坡村，与达密凌苏龙派出的巡逻队遭遇，发生前哨战。15日上午8时，大汉义军1500余人开始向红格尔图发起进攻，战斗中日军出动了飞机四架、山炮六门，向东、北两面围墙猛轰，掩护分由东北南三面，向城内进攻的步骑兵。而城内的守军则以工事堡垒为依托，双方激战两个小时后，大汉义军阵亡六七十人，只得暂时撤退。此后大汉义军继续进攻，战至下午5时，大汉义军的多次冲锋全部被击退。
彭毓斌在集宁得知战况后，立即下令驻防高家地的骑兵第六团，利用夜间增援红格尔图。14日晚上12点，骑六团团长张培勋率该团两个连及机枪一排，由高家地驰来增援，从西门进入红格尔图。15日拂晓，田中隆吉、王英指挥两个骑兵旅，一个步兵旅向红格尔图猛扑，先后冲锋七次之多。
國軍在归绥的总指挥部当时作出判断，断定这次不是像八月那样的骚扰行动，日伪军已经开始正式进攻绥远。11月15日，傅作义和赵承绶赶到集宁前线，亲自指挥作战。二人认为，虽然进攻红格尔图的并不是日伪军主力，但是声势浩大，也具有相当的威胁性，一旦红格尔图失守，绥远的东南部也即将被攻陷。最终二人商讨决定，在大汉义军大举进攻的时候，采取防守策略，并出其不意发动进攻；集中优势兵力机动作战，灵活调动正规部队，用于攻势作战；大汉义军反扑的时候，不要等攻到面前，要主动迎击；对多路敌人，要集结优势各个击破；当前的任务先要击破围攻红格尔图的大汉义军部队。
11月16日上午，傅作义与赵承绶发出作战命令：由骑兵第一师师长彭毓斌率骑兵四个团，由步兵第二一八旅旅长董其武率领步兵两个团及炮兵一个营，在彭毓斌、董其武统一指挥下行动，目标为歼击红格尔图附近的大汉义军部队，并限于17日夜间发起袭击。同时，调驻守丰镇的六十八师四〇一团至大六号，掩护集宁东北一带，支援出击部队。骑一师与二一八旅当时分驻集宁、大六号、旗下营、卓资山等地，距离指定集结地八苏木，近者110里，远者达270里，但他们还是在一夜之间所有部队都赶到了集结地区。
16、17两日，在田中隆吉指挥下，大汉义军总指挥王英率领石玉山部和杨守诚部两个骑兵旅、金宪章部步兵旅、两个炮兵连以及胡宝山部骑兵支队、于志谦率领的游击大队等直属部队，在日本飞机掩护下，从东、南、北3面继续向红格尔图守军阵地猛攻，但阵地始终在守军手中。
17日拂晓，晋绥军进击部队步、骑、炮兵三隐蔽集结于八苏木附近，距大汉义军集结地只有二三十公里。当天上午9点，彭毓斌发布进攻命令：“本师以奇袭该敌之目的，拟下今(17日)夜行动，于明(18日)拂晓向该匪侧背施行攻击，务期歼该匪于红格尔图以东，野猫沟以西一带地区。”
这时，前线的王英部隊约有三、四千人。除以一部围攻红格尔图，其余则分布于土城子、打拉村、台道湾等处。17日晚上11点，董其武在廷镇以南十二苏木召开部队长会议，下达作战命令：四二二、四三六两步兵团各加属炮兵一连，于十八日凌晨2点，向土城子、打拉村、二台子、七股地一带的日伪军进行分割包围，并分别聚歼；同时命令骑兵团秘密迂回于打拉村、土城子以东地区，截击溃退和增援的日伪军。12点，董其武率步兵四三六李作栋团、四二二王雷震团，山炮一营，向头股地、土城子、阳波村等处的大汉义军进袭，骑兵第三、四团及炮兵一连，向三股地、打拉村之敌奇袭，骑兵第五团主力及装甲车队、特务连为师之预备队，防守从商都到红格尔图的道路。18日凌晨1点30分，各部队疾进至不浪山腰，并立刻发起了全线进攻。四二二团先在土城子以南与敌发生激战，随即攻占了阳坡村。晋绥军骑兵攻占三股地后，冲至打拉村。第四三六团先后攻占了头股地、小土城子。战至上午7点，土城子以北东西山腰也被晉綏軍步兵占领。红格尔图东南北三面的大汉义军部队开始向北方逃窜，其中南面的攻城伪军绕道城东向北逃窜。8点30分，骑一师师部胜利进入红格尔图。此次作战大汉义军阵亡500余人，被俘20余人，连同保卫红格尔图三天之战，大汉义军共损失兵力1000余人（据董其武提供的资料上显示，“是役共毙伤敌伪军1700余人，俘虏伪军300余名”）。
在红格尔图激战的同时，驻守兴和的晋军李服膺部一个团，在17日至18日与来犯的大汉义军展开了攻防战，至18日中午最终将对方击退，20日大汉义军全部退出兴和。

## 战役影响
大汉义军初战不利，使得原有作战计划被打乱。大汉义军及其盟军蒙古军开始将主要防御力量转移至绥远北部的百灵庙，并企图借此为基地向南部绥远发起进攻。这直接导致了接下来的百灵庙战役的爆发。